# 原発をなくす全国連絡会
原発をなくす全国連絡会（げんぱつをなくすぜんこくれんらくかい）とは日本に存在する原子力発電所の撤廃を目指す団体。本部は東京都文京区湯島2丁目4-4 平和と労働センター7階。2011年12月13日に結成。

## 目的
会の目的は原発ゼロに向けての取り組みを進めるということであり、達成に向けて「原発ゼロをめざす一点での広範な国民共同の運動」「福島原発事故被害への全面賠償と原状回復・放射能の除染を求め、健康を守る運動に連帯した取り組み」「休止中の原発の再稼働や原発の新規建設、危険に反対する各地の運動に連帯した取り組み」「原発ゼロに向け、再生可能な自然エネルギー拡充を柱にすえた政策への転換を迫る世論を高め、政府に決断をせまる共同行動の取り組み」「共同デスクの立ち上げ、団体・組織間の運動の交流、必要な情報の提供」「原発ゼロをめざした学習運動、講演会などの取り組み原発をなくす」といった活動を行う。2012年7月16日に実施されたさようなら原発10万人集会でも事前に「原発ゼロをめざす7・2交流集会」を実施するなど積極的に参与していた。それいこうも継続的にこの団体に夜活動が実施されており、2013年3月10日には日比谷公園で「東日本大震災復興と原発ゼロの実現をめざす東京集会」を開催した。